# Todd Rogers
Pour l’article homonyme, voir Todd Rogers (joueur de jeux vidéo).

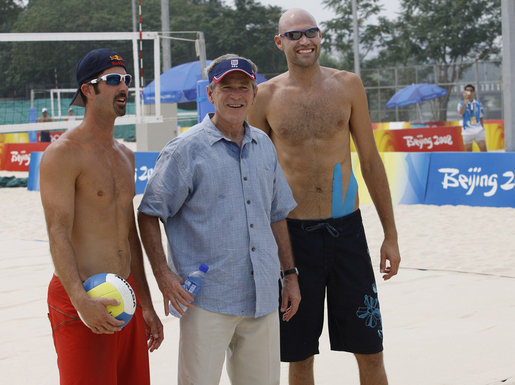
Todd Rogers, George W. Bush et Phil Dalhausser aux Jeux olympiques d'été de 2008

Todd Jonathan Rogers, né le 30 septembre 1973 à Santa Barbara (Californie), est un joueur de beach-volley américain, champion olympique de la discipline. Il faisait équipe avec Philip Dalhausser jusqu'en décembre 2012.

## Carrière

### Partenariat avec Phil Dalhausser
Todd Rogers faisait équipe avec Philip Dalhausser depuis 2005, formant alors l'une des plus fortes paires de beach volleyeurs du Circuit FIVB. Pour une raison méconnue, le prolifique duo s'est séparé fin 2012.[réf. nécessaire]

### Partenariat avec Ryan Doherty
Depuis 2013, Rogers forme une nouvelle paire avec Ryan Doherty, qui n'avait jusqu'alors jamais joué en tour FIVB. Cela marque la première fois où Rogers participe à une épreuve FIVB sans Dalhausser depuis 2005.

## Palmarès
- Jeux olympiques d'été
  -  Médaille d'or avec Philip Dalhausser des Jeux olympiques de 2008 à Pékin

- Championnats du monde de beach volley
  -  Médaille d'or du Championnat du monde FIVB 2007 à Gstaad
  -  Médaille de bronze du Championnat du monde FIVB 2009 à Stavanger

## Vie privée
Todd Jonathan Rogers est le fils de David et Heidi Rogers. Il a un frère nommé Dean. Todd est marié à Melissa Masonheimer Rogers. Ils ont une fille (Hannah) et un fils (Nate).
Il a obtenu un diplôme en études religieuses au sein de l'Université de Californie (campus de Santa Barbara) en 1996. Il a été entraîneur assistant de l'équipe masculine de volley-ball de l'UCSB entre 2000 et 2005. Il a été diplômé de l'école secondaire de San Marcos à Santa Barbara, Californie, en 1991.
Le joueur de beach-volley Dax Holdren a été son coéquipier à San Marcos. Ils ont fait équipe de 1997 à 2001. Rogers été nommé  meilleur athlète de l'école secondaire deux fois.
En dehors du beach-volley, il aime aussi lire, surfer, le football et la randonnée. Petite particularité, il s'est fait construire un terrain de beach volley dans la cour de sa demeure.